# Nöjesplats
Nöjesplats (ibland nöjespark) är en samlingsplats där det förekommer eller har förekommit nöjen eller underhållning av olika slag, som dans, teater och musikunderhållning.